# Chris Weitz
Chris Weitz (født 30. november 1969 i New York, USA) er en amerikansk producent og filminstruktør. Mest kendt er han måske for at have instrueret American Pie, About a Boy og en række andre film sammen med sin bror Paul Weitz. Han er søn af skuespillerinden Susan Kohner og forfatteren/modedesigneren John Weitz.
Mange kender ham også fra The twilight saga New Moon, som han har instrueret. 
Weitz har en grad i engelsk litteratur fra Cambridge Universitet (Trinity College, Cambridge).
Weitz har også arbejdet som skuespiller; han spillede en af hovedrollerne, Chuck, i komedie/drama-filmen Chuck & Buck fra år 2000 og havde også en rolle i filmen Mr. & Mrs. Smith.
Weitz skrev filmen Antz sammen med Todd Alcott og Paul Weitz, og instruerede About a Boy sammen med sidstnævnte.

## Filmografi

### Instruktion
- American Pie (1999) (ikke krediteret)
- Down to Earth, (2001)
- About a Boy, (2002)
- The Golden Compass, (2007)
- New Moon, (2009)
- A Better Life (2011)

### Manus
- Antz, (1998)
- Nutty Professor II: The Klumps, (2000)
- About a Boy, (2002)
- The Golden Compass, (2007)

### Producent
- American Pie (1999)
- American Pie 2 (2001)
- American Pie - Brylluppet (American Wedding, (2003)
- See This Movie (2004)
- In Good Company (2004)
- American Dreamz (2006)
- Bill (2007)